# Plumetot
Plumetot – miejscowość i gmina we Francji, w regionie Normandia, w departamencie Calvados.
Według danych na rok 1990 gminę zamieszkiwało 260 osób, a gęstość zaludnienia wynosiła 211 osób/km² (wśród 1815 gmin Dolnej Normandii Plumetot plasuje się na 631. miejscu pod względem liczby ludności, natomiast pod względem powierzchni na miejscu 1112.).